# Радуга (издательство детской литературы)
Радуга — издательство детской литературы, созданное по инициативе молодых писателей К.Чуковского и С.Маршака в Петрограде и существовавшее с 1922 по 1930 год. Создателем и владельцем издательства был журналист Лев Моисеевич Клячко (1873—1934). Издательство находилось в Большом Гостином дворе, а петроградская редакция — на квартире издателя на Стремянной улице, 14. Имелся также филиал в Москве.
Издательство ежегодно выпускало до 120 наименований книг для детей, а также книги приключенческого, научно-популярного и мемуарного жанра. Всего за время его работы было выпущено 612 книг общим тиражом более 15 миллионов экземпляров.
Свой литературный путь благодаря этому издательству начали А. Л. Барто, В. В. Бианки, Б. С. Житков, Е. Л. Шварц, ряд книг выпустили С. Я. Маршак, К. И. Чуковский. Иллюстрации Ю. П. Анненкова, Н. М. Кочергинa, Б. М. Кустодиева, В. В. Лебедева, С. В. Чехонина, М. М. Цехановского сделали книги издательства высокохудожественными по оформлению.

## История
Инициатива развития детской литературы в СССР принадлежала А. М. Горькому, который ещё в 1918 году выпустил детский сборник «Радуга», переименованный в «Ёлку», так как выпуск состоялся в преддверии Нового года. Чуковский и Маршак решили продолжить это дело выпуском регулярного журнала для детей. Они подготовили к печати первые произведения, а затем привлекли издателя Л.Клячко, который был увлекающейся натурой и обладал организаторскими способностями. Деньги на издательство в начале НЭПа ему одолжили состоятельные родственники.
Вместо издания журнала организаторы приняли участие в работе специализированного издательства детской литературы, которое использовало подготовленные к печати произведения С.Маршака и К.Чуковского.
К концу 1921 года было получено предварительное разрешение на открытие издательства и началось комплектование литографской мастерской. Выдача патента на издание затянулась до начала 1923 года.
«Радуга» начала выпуск детской литературы, который затем был поставлен на постоянную основу Детским отделом Государственного издательства.
Первое издание «Радуги» — «Театр для детей» Е.Васильевой и С.Маршака, 1922 год. Затем эта книга была переиздана с иллюстрациями С.Чехонина.
В конце 1922 года, с указанием 1923-го на титульных листах, вышли:
- поэмы К.Чуковского: «Тараканище» (иллюстрации С.Чехонина) и «Мойдодыр» (рисунки Ю.Анненкова);
- поэмы С.Маршака «Пожар» (обложка Б.Кустодиева и рисунки В.Конашевича) и «Детки в клетке» (с использованием иллюстраций английского художника и поэта С.Олдина из английского детского издания).

1924—1926 годы были отмечены наивысшим взлётом издательства, когда вышли книги Корнея Чуковского «Муркина книга» и «Мухина свадьба» (переименованная затем в «Муху-Цокотуху») с иллюстрациями В.Конашевича и «Бармалей» с рисунками М.Добужинского, произведения В.Лебедева, в соавторстве с С.Маршаком — «Охота», «Цирк», «Мороженое», «О глупом мышонке», «Вчера и сегодня», «Багаж».
В издательстве «Радуга» дебютировали классики советской детской литературы А.Барто, В.Инбер, Б.Житков, Е.Шварц. Их книги иллюстрировали лучшие русские художники С.Чехонин, М.Добужинский, Б.Кустодиев, К.Петров-Водкин, Е.Крутикова, Ю.Анненков, В.Конашевич, В.Лебедев, А.Самохвалов, К.Рудаков, В.Ермолаева.
Клячко отказывался издавать агитлитературу.
— С этим идите в Госиздат, — говорил он автору. — Я этими лозунгами не торгую.
К 1927 году ведущие писатели и художники, дебютировавшие в «Радуге», стали сотрудничать с Госиздатом. Свой вклад в судьбу издательства внесла Комиссия по детскому чтению, запретив печатать 81 % всего собранного портфеля. В борьбе за существование издательство пыталось переиздавать свои книги и искать новых авторов. Однако преодолеть кризис «Радуга» не смогла и прекратила существование в 1930 году.

## Признание[4]
Издательство выпустило в общей сложности около 400 детских книг.
В 1924 году издательство экспонировало свои книги в Нью-Йорке.
В 1925 году на Всемирной художественно-декоративной выставке в Париже издательству «Радуга» была присуждена медаль за оформление книг.
В марте 1926 года они демонстрировались в Кембридже.
В мае 1926 года книги были представлены на Выставку ассоциации графиков в СССР.
В 1927 году «Радуге» присудили диплом «За высокое качество литографского воспроизведения».

## Роль Л.Клячко
Л. Клячко первоначально создавал издательство библиотеки еврейских мемуаров. Сборник «Еврейская летопись» выходил под его редакцией четырьмя выпусками в 1923, 1924—1926 гг. под редакцией К. И. Чуковского. Он же предложил идею для эмблемы издательства: Ноя, который видит радугу и простирает руки к летящему голубю. Её нарисовал художник Чехонин.
Однажды на семейном празднике у Клячко Чуковский прочитал ему сказки «Мойдодыр» и «Тараканище». Клячко ухватился за идею издать эти сказки и в дальнейшем специализироваться на детской литературе. Заучив «Мойдодыра» и «Тараканище» наизусть, он своеобразно проводил отбор произведений: просил автора прочитать рукопись вслух и, если сочинение сразу запоминалось наизусть, оно принималось к изданию и Клячко нёс его читать своим детям.
Аналогичным способом решалась судьба рисунков: осмотрев их, издатель закрывал глаза и пытался понять, насколько увиденно запечатлелось в памяти.
Клячко не был профессиональным редактором: не интересовался замыслами авторов, не корректировал их рукописи. Так что авторы в основном учились друг у друга, равняясь в литературе на С.Маршака и К.Чуковского, в иллюстрации — на мирискусников и В. Лебедева.

## Редакция[1]
В штате издательства работало около двадцати человек, в том числе поначалу К. И. Чуковский и до 1928 года Е. Л. Шварц.
Ближайшими помощниками издателя были журналисты В.Поляков и В.Розенблюм в Ленинграде, И.Гиллер в Москве. За качество литографий отвечал художник П.Бучкин.
«Радуга» стала своеобразной кузницей кадров художников — через него прошло около ста графиков. Художники нередко играли и ведущие роли, создавая серии рисунков, к которым литераторы сочиняли подписи. Таким образом появились «Цирк» В.Лебедева и С.Маршака, «Прятки» В.Конашевича и Е.Шварца и многие другие книжки.

## Адреса
Первоначально контора издательства располагалась на улице Жуковского, 18, затем на квартире Клячко на Стремянной улице, 14 и, наконец, внутри Гостиного двора.
Филиал в Москве в основном ведал сбытом и находился на Петровке, 20.